# Koritnik (priimek)
Koritnik je priimek v Sloveniji, ki ga je po podatkih Statističnega urada Republike Slovenije na dan 1. januarja 2010 uporabljalo 576 oseb.

## Znani nosilci priimka
- Ana Koritnik (*1975), mladinska pisateljica (Črno jutro, črni dnevi: protivojni mladinski roman, 2025)
- Andrej Koritnik, literarni urednik, kulturni zgodovinar (dr.), publicist
- Anton Koritnik (1875—1951), duhovnik in klasični filolog
- Blaž Koritnik, nevroznanstvenik (klinični nevrolog), prof. MF (Društvo Sinapsa)
- Boštjan Koritnik (*1979), pravnik, politik
- Gašper Koritnik (*2001), nogometaš
- Gregor »Griša« Koritnik (1886—1967), pesnik, prevajalec, prof.
- Ivo Koritnik, arhitekt, oblikovalec
- Janez Koritnik, arhitekt
- Jernej Koritnik, gorski reševalec
- Maša Koritnik Zadravec, farmacevtka, klinična farmakologinja
- Matic Koritnik, pevec Suzi Soprano itd.
- Miha Koritnik, bobnar
- Rajko Koritnik (1930—2007), operni pevec, tenorist
- Rezika Koritnik (1919—2002), pevka, glasbena urednica Radia Lj
- Rok Koritnik, glasbenik tolkalec
- Stane Koritnik (1937—2014), operni pevec, baritonist
- Urban Koritnik, pevec in kitarist skupine Jet Black Diamonds
- Viktor Koritnik (1898—1989), predsednik Zveze prostovoljcev - borcev za severno mejo
- Žiga Koritnik (*1964), fotograf, filmski in televizijski snemalec